# Vărd, Sibiu
Vărd, mai demult Vordu (în dialectul săsesc Wierd, Viert, în germană Werd, Werdt, în maghiară Vérd) este un sat în comuna Chirpăr din județul Sibiu, Transilvania, România. Se află în partea de est a județului,  în Podișul Hârtibaciului.

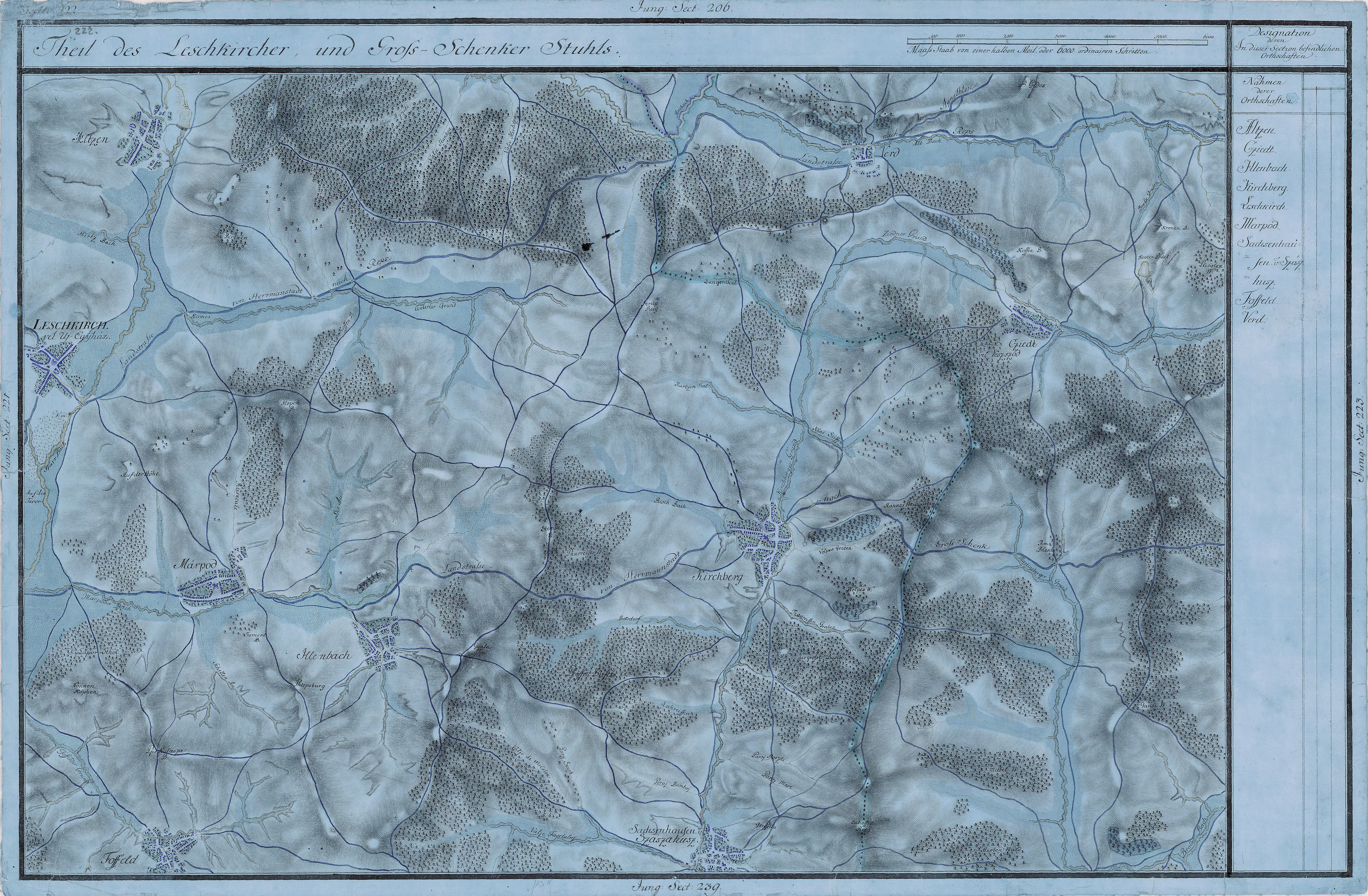
Vărd în Harta Iosefină a Transilvaniei, 1769-1773

## Obiectiv memorial
Monumentul Eroilor Români din Primul și Al Doilea Război Mondial. Troița este amplasată în vecinătatea Școlii Vechi din satul Vărd și a fost ridicată în 1983, pentru cinstirea memoriei eroilor români căzuți în cele Două Războaie Mondiale. Monumentul este realizat din beton mozaicat și marmură, prin contribuția locuitorilor satului. Împrejmuirea este făcută cu un gard din lemn. Pe fațada monumentului sunt înscrise numele a 10 eroi români jertfiți între anii 1914-1918, precum și numele a 18 eroi români jertfiți între anii 1941-1944.
Pagina oficiala facebook: http://www.facebook.com/VardRomania

## Imagini

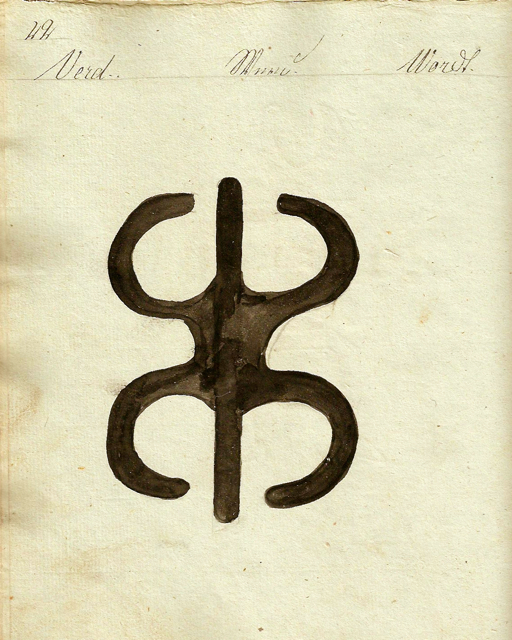
1826 - Danga pentru vite